# سارا پاور
سارا پاور (انگلیسی: Sarah Power) بازیگر اهل کانادا است. وی از سال ۲۰۰۲ میلادی تاکنون مشغول فعالیت بوده‌است.
از فیلم‌ها یا برنامه‌های تلویزیونی که وی در آن نقش داشته‌است می‌توان به جادوگر خوب، خانواده جادوگر خوب، کیل‌جویز، ماجراهای مرداک، کالیفرنیکیشن، شتز کریک، بازمانده برگزیده، اره ۵ و پای آمریکایی: خانه بتا اشاره کرد.